# Koza bezoárová
Koza bezoárová (Capra aegagrus) je přežvýkavý sudokopytník z čeledi turovitých, významný pro člověka jako předek kozy domácí.

## Název
Název kozy bezoárové je odvozen od bezoárů, kulovitých útvarů ze slepené srsti a rostlinných zbytků, které se nacházejí v jejích předžaludcích. V minulosti (v Číně dosud) se bezoárům připisovala magická či léčivá moc a koza pro ně byla hojně lovena.

## Popis
Koza bezoárová dosahuje hmotnosti 25–40 kg, délky těla 150 cm a výšky v kohoutku asi 100 cm. Její zbarvení je pískové, žlutohnědé až červenohnědé s výrazným „úhořím pruhem“ uprostřed hřbetu. Končetiny, ocas a někdy i okolí tlamy bývají rovněž tmavé. Typickým znakem kozy bezoárové jsou rohy, které mají obě pohlaví, u samců jsou však mnohem silnější a delší. Rohy kozy bezoárové mají na prořezu čočkovitý (oboustranně vypouklý) tvar, na rozdíl od kozy domácí, jejíž rohy jsou vždy z jedné strany zploštělé. Právě tato vlastnost rohů je nejdůležitějším rozpoznávacím znakem mezi kozou bezoárovou a zdivočelou kozou domácí.

## Rozšíření
Vyskytuje se v horských oblastech jihovýchodní Evropy, Malé a střední Asii až po Afghánistán. V Evropě se ve volné přírodě dosud vyskytuje na území Řecka, především na Krétě, kde žije zvláštní, poněkud menší poddruh. Kréťané tuto kozu nazývají kri-kri. O kozách bezoárových, žijících na pustých ostrovech Středomoří se píše již v Odyssei.

## Způsob života

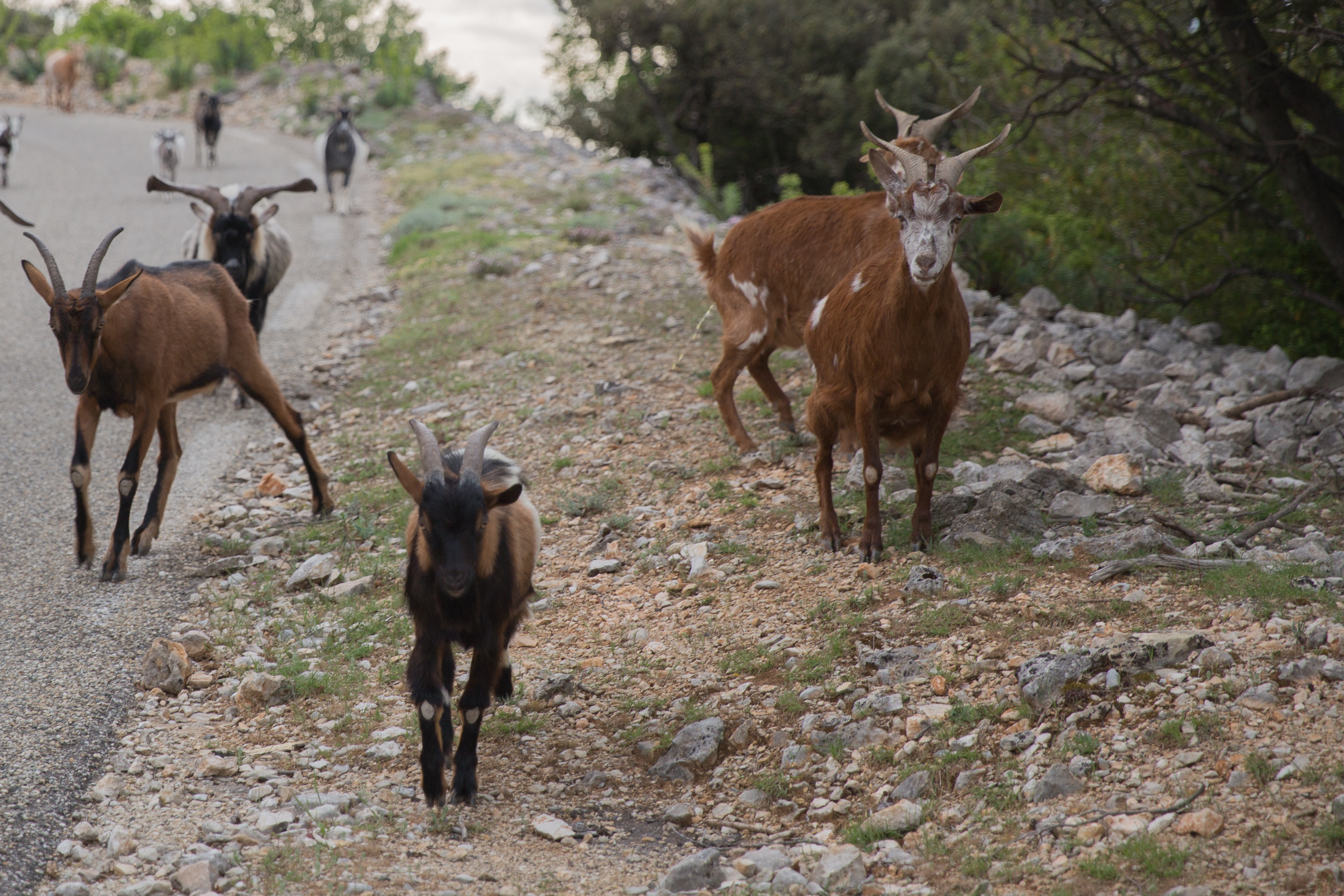

Kozy bezoárové se zdržují nejraději na skalnatých svazích, porostlých křovinatou vegetací středomořského typu. Aktivní jsou ráno a večer, přes den obvykle odpočívají ve stínu skal nebo i v jeskyních. Zatímco samice s mláďaty žijí ve stádech, která mohou mít i více než 100 členů, dospělí samci jsou samotáři. Říje probíhá v zimních měsících. V tomto období kozlové silně páchnou a bojují mezi sebou o samice. Březost u samic trvá průměrně 170 dnů a obvykle rodí jen jedno mládě. Mladí samci zůstávají s matkou jen do podzimu, samičky déle. Koza bezoárová je býložravec. Živí se různými druhy trav, bylinami, včetně aromatických druhů, které jiným býložravcům nechutnají, okusuje však také listy a kůru keřů a stromů. Potřeba pití je u kozy bezoárové nízká, často si vystačí jen s vodou obsaženou v potravě. Velmi ráda však líže sůl, například na mořském pobřeží.

## Introdukce v Česku
Roku 1953 došlo k prvnímu vysazení kozy bezoárové na českém území, konkrétně na Pálavě. Zde vysazené kozy byly zamýšleny jako trofejová zvěř a v průběhu 60. let bylo stádo doplňováno novými zvířaty, dovezenými z tehdejšího SSSR. Okusem, sešlapem i přehnojením kozy však velmi škodily zdejší chráněné vegetaci, a proto bylo celé stádo od roku 1994 postupně odchyceno a odvezeno do obory Vřísek u České Lípy, kde kozy žijí dodnes.